# مانور کشیدن چانه به بالا
مانور کشیدن چانه به بالا (به انگلیسی: Jaw-thrust) روشی است برای برطرف کردن انسداد راه هوایی فوقانی که به دلیل افتادن زبان به ته حلق ایجاد می‌شود. این مانور به همراه مانور کشیدن چانه به بالا جزئی از اساسی‌ترین روش‌های مدیریت راه هوایی فوقانی می‌باشند.
این مانور در حالی انجام می‌شود که بیمار به پشت خوابیده باشد. روش انجام این مانور بدین شکل است که امدادگر انگشت اشاره و میانی خود را بر روی انحنای استخوان فک قرار داده و به سمت داخل و بالا کشیده و همزمان انگشت شست را روی چانه بیمار قرار داده و به سمت پایین فشار وارد می‌کند، با این روش دهان باز شده و زبان به سمت بالا کشیده می‌شود و در نهایت انسداد که ناشی از افتادن زبان به انتهای حلق است برطرف می‌شود.
این مانور در بیمارانی که آسیب به ستون فقرات در ناحیه گردنی دارند جایگزین خوبی برای مانور سر به عقب/چانه به بالا می‌باشد.